# 检槽乡
检槽乡，是中华人民共和国云南省大理白族自治州云龙县下辖的一个乡镇级行政单位。

## 行政区划
检槽乡下辖以下地区：
检槽村、哨上村、清朗村、清文村、三合村、文兴村、大工厂村、师井村和炼登村。

## 中国传统村落
- 2012年12月，师井村大村被评为首批“中国传统村落”。
- 2013年8月，检槽村大村被评为第二批中国传统村落。